# Безглузда робота
«Безглузда робота» (англ. Monkey Business)— американська кінокомедія Нормана Маклеода 1931 року з братами Маркс в головній ролі.

## Сюжет
У трансатлантичному плаванні брати Маркс влаштовують свої звичайні витівки й примудряються досадити майже всім на борту.

## У ролях
- Брати Маркс
  - Граучо Маркс — Граучо
  - Гарпо Маркс — Гарпо
  - Чіко Маркс — Чіко
  - Зеппо Маркс — Зеппо
- Гаррі Вудс — Бріггс
- Тельма Тодд — Люсіль
- Рут Голл — Мері Елтон
- Том Кеннеді — Гібсон
- Едді Бейкер — офіцер
- Боббі Барбер — клієнт в перукарні